# Gråempid
Gråempid (Empidonax wrightii) är en fågel i tättingfamiljen tyranner som häckar i västra Nordamerika.

## Utseende och läte
Gråempiden är en del av släktet Empidonax vars arter är notoriskt svåra att skilja åt på utseende med sin grå eller grågröna ovansida och svarta vingar försedda med vingband. Denna art är relativt stor (14–15,5 cm) och långstjärtad med ljust gråaktig fjäderdräkt. Näbben är lång och smal med ljus undre näbbhalva vars mörka spets är tydligt avgränsad. Karakteristiskt är också dess beteende att vippa på stjärten nedåt likt fibier.
Sången består av två delar som är så olika att det låter som det kommer från två olika fåglar. Första delen är ett rivigt, "jr-vrip", den andra ett ljust visslande "tidoo". Lätet är ett vasst och torrt "whit" likt flera andra Empidonax-arter.

## Utbredning
Gråempiden häckar i västra Nordamerika, närmare bestämt från alla sydvästligaste Kanada i British Columbia söderut till sydcentrala Kalifornien och österut till södra Wyoming, centrala Colorado och sydcentrala New Mexico, lokalt även till i västra Texas. Vintertid flyttar den till ett område från södra Arizona i sydvästra USA söderut genom Mexiko, i syd till södra Baja California och Oaxaca.

## Systematik
Tidigare behandlades gråempiden och bergempiden som en och samma art, men genetiska studier visar att den trots likartat utseende snarare står närmare dvärgempid och svarthättad empid. Den behandlas som monotypisk, det vill säga att den inte delas in i några underarter.

## Levnadssätt
Arten hittas i malörtssnår och andra liknande torra buskmarker där den födosöker lågt i vegetationen efter insekter. Fågeln häckar från slutet av maj till mitten augusti och lägger två kullar.

## Status och hot
Arten har ett stort utbredningsområde och en stor population, och tros öka i antal. Utifrån dessa kriterier kategoriserar internationella naturvårdsunionen IUCN arten som livskraftig (LC).

## Namn
Fågelns vetenskapliga artnamn hedrar Charles Wright (1811-1885), amerikansk botaniker, lärare och samlare av specimen.